# 管中閔
管中閔（1956年8月15日—），中華民國計量經濟學學者、中國國民黨籍政治人物。生於臺北市，籍貫安徽懷寧縣。中国文化大學經濟学学士、加州大學戴維斯分校經濟學碩士、加州大学圣地亚哥分校經濟學博士。1999年獲教育部第43屆學術獎（社會科學類），2002年獲選中央研究院院士，2014年獲選世界科學院院士、2017年獲選教育部第21屆國家講座主持人。2012年入閣，先後擔任政務委員、行政院經濟建設委員會主任委員及國家發展委員會主任委員，2015年2月卸任政府公職。2018年1月當選國立臺灣大學校長，之後經歷了長達一年的遴選風波，直到2019年1月8日正式接任臺灣大學校長，並從上任日開始其聘期。同月15日，因其擔任政府公職期間涉違法兼職遭監察院彈劾，移送公務員懲戒委員會審理後被判申誡。2022年1月17日兼任中國文化大學董事，同年5月辭去董事職務。
2023年1月7日，管中閔卸任校長一職，現為國立臺灣大學財務金融系講座教授、經濟系合聘教授、中研院經研所合聘研究員。

## 早年及背景
管中閔出生於臺北市，父親管起予（1920年8月27日－2019年8月1日）來自中國大陸安徽省懷寧縣。哥哥管中陵為牙醫師，畢業於國防醫學院牙醫學系。弟弟管中徽擁有國立臺灣大學機械工程學系工業工程與管理組博士學位，任教於國立臺灣科技大學專利研究所。
管中閔先後畢業於國立政治大學附設實驗國民小學（1968），私立大華中學（1971），臺北市立建國高級中學（1974），中國文化學院經濟學系（1978），並於1984年獲加州大學戴維斯分校經濟學碩士，1989年以論文“類神經網路模型的估計” 獲得加州大學聖地牙哥分校經濟學博士，專長領域為計量經濟相關理論。

## 學術生涯
管中閔於1989年8月起於伊利諾大學厄巴納-香檳分校經濟系擔任助理教授，1994年留職停薪，返台擔任國立臺灣大學經濟學系教授。伊利諾大學厄巴納-香檳分校於1995年將其升等為長聘副教授，但他仍於1996年辭去美國教職。1999年8月轉任中央研究院經濟研究所研究員，並出任行政院國家科學委員會社會科學研究中心首任主任 (1999-2001)（中心設於中研院經濟所），2001年被遴選為中研院經濟所所長，前後兩任(2001-2007)，期間升任為特聘研究員，並曾短暫兼任中央銀行理事(2002-2003)。管中閔於2009年2月轉任國立臺灣大學財務金融學系特聘教授，以及「台大講座」教授，同時創設校級之計量理論與研究中心(CRETA （页面存档备份，存于）)，並擔任首任主任。2019年，監察委員調查認為管中閔任職中研院及台大教授期間並未申報諸多兼職，要求台大自行處理相關問題，亦要求教育部進行督導。

### 獲獎
他於1994和1996年兩次獲得行政院國家科學委員會傑出研究獎(兩年期)，1996年獲頒國立臺灣大學法學院連震東紀念講座，1997年獲得傑出人才發展基金會傑出人才講座（五年期），1999年獲得中華民國教育部學術獎和國立臺灣大學優良教師獎。他並於2002年獲選為第二十四屆中央研究院院士，同年再度獲得傑出人才講座。 Joint Conference of Information Sciences 於2006年頒贈他 Information Science Award。{他復於2014年當選為世界科學院(The World Academy of Sciences, TWAS)院士。2017年獲得中華民國教育部第21屆國家講座主持人獎。

### 學術活動參與
管中閔於2003年擔任台灣經濟學會理事長，2007年創辦台灣經濟計量學會並擔任理事長；因入閣，他於2012年辭去理事長職務。

## 政務官生涯

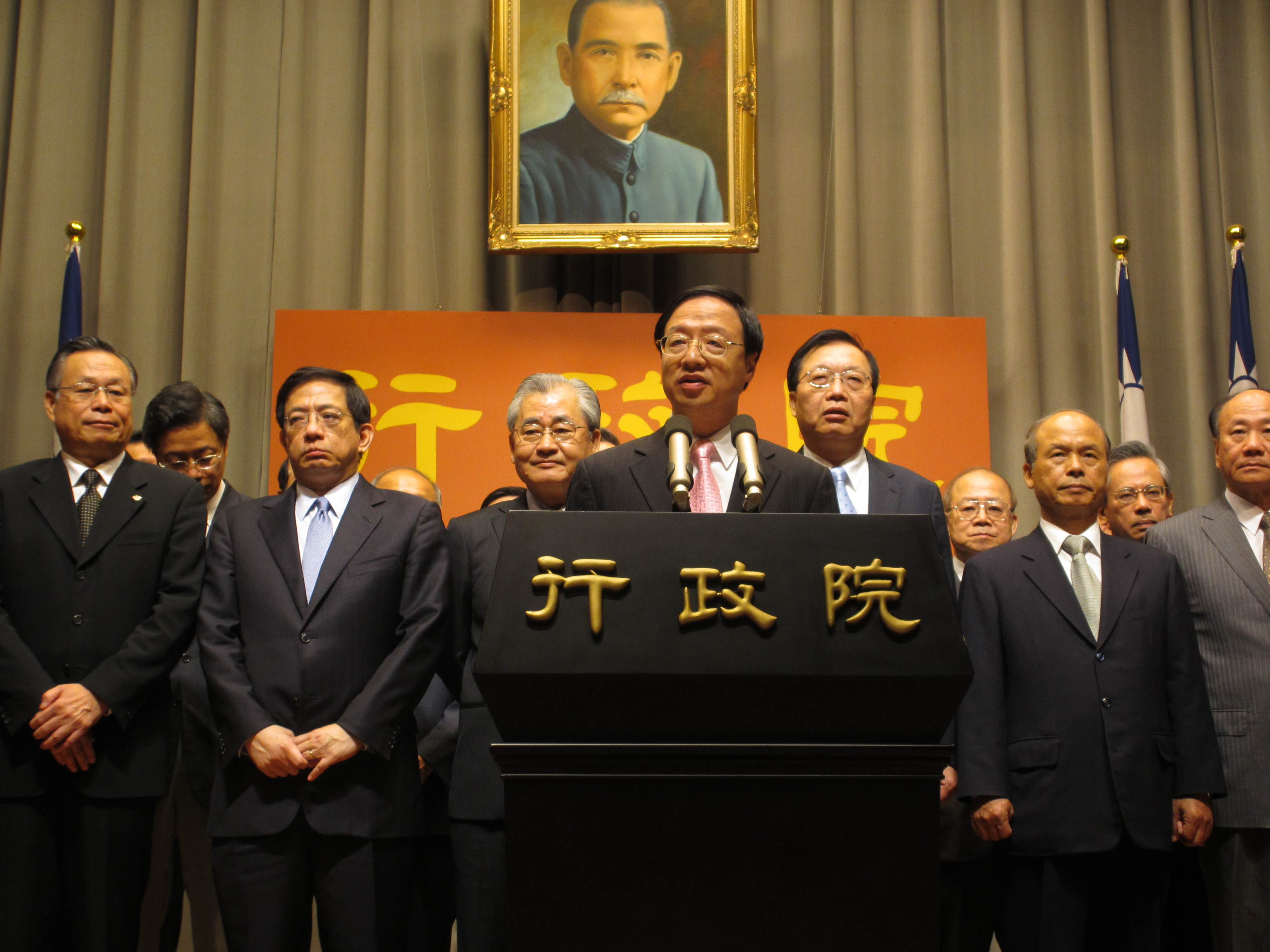
管中閔為江宜樺內閣閣員

2008年金融海嘯發生，臺灣經濟受到嚴重衝擊，管中閔受蕭萬長副總統之邀擔任總統府財經諮詢小組成員，2009與2010年先後被行政院長劉兆玄與吳敦義聘為行政院政務顧問，2010年10月起並兼任財團法人商業發展研究院董事長。

### 政務委員
2012年2月，陳冲受命組閣，管中閔出任行政院政務委員。

### 經建會主委
2013年2月，江宜樺接任行政院長，管中閔繼續擔任政務委員，並兼任經濟建設委員會主任委員。
- 2013年9月，計程車司機劉進義抗議九月政爭，2013年9月11日到台北市陽明山跳馬槽橋死諫，留下遺書認為景氣差，高官還有時間搞內鬥。遺體十三天後才被發現，其次子含淚怒控。9月27日，掌管國內經濟發展的經建委主委管中閔被媒體追問對運將死諫之看法時，皺眉回答：「這是什麼問題啊？連我都要自殺了」。[25][26]
- 2013年10月21日，立法院邀請行政院經濟建設委員會主任委員管中閔、經濟部部長張家祝及行政院主計總處副主計長鹿篤瑾，對經濟成長率持續下修的議題做專案報告，民進黨立委林岱樺質詢，認為經建會預測失準。管中閔認為這只是一種期望。[27]。
- 2013年12月3日，主計總處下修經濟成長率至低於2%，管中閔的「經濟黃金交叉」確定跳票。因而在立法院財委會備詢時，被立法委員提案全數刪除年終獎金。管回應道：「我連下台都敢講，如果只是講刪年終，一點問題也沒有，做爺們的怎麼會在乎這個」，引發一陣風波。不過最後仍保留一半的年終獎金。[28]

### 國發會主委時期
隨著行政院組織再造，經濟建設委員會與行政院研究發展考核委員會於2014年1月合併為國家發展委員會，管中閔出任首任主任委員。
- 2019年1月15日，監察院以7:4通過彈劾管中閔，認為其擔任行政院政務委員兼任國發會主委期間，違法兼職為壹週刊撰寫社論獲取每年約65萬元報酬，移送公務員懲戒委員會審理後被判申誡。[7]

## 國立臺灣大學校長

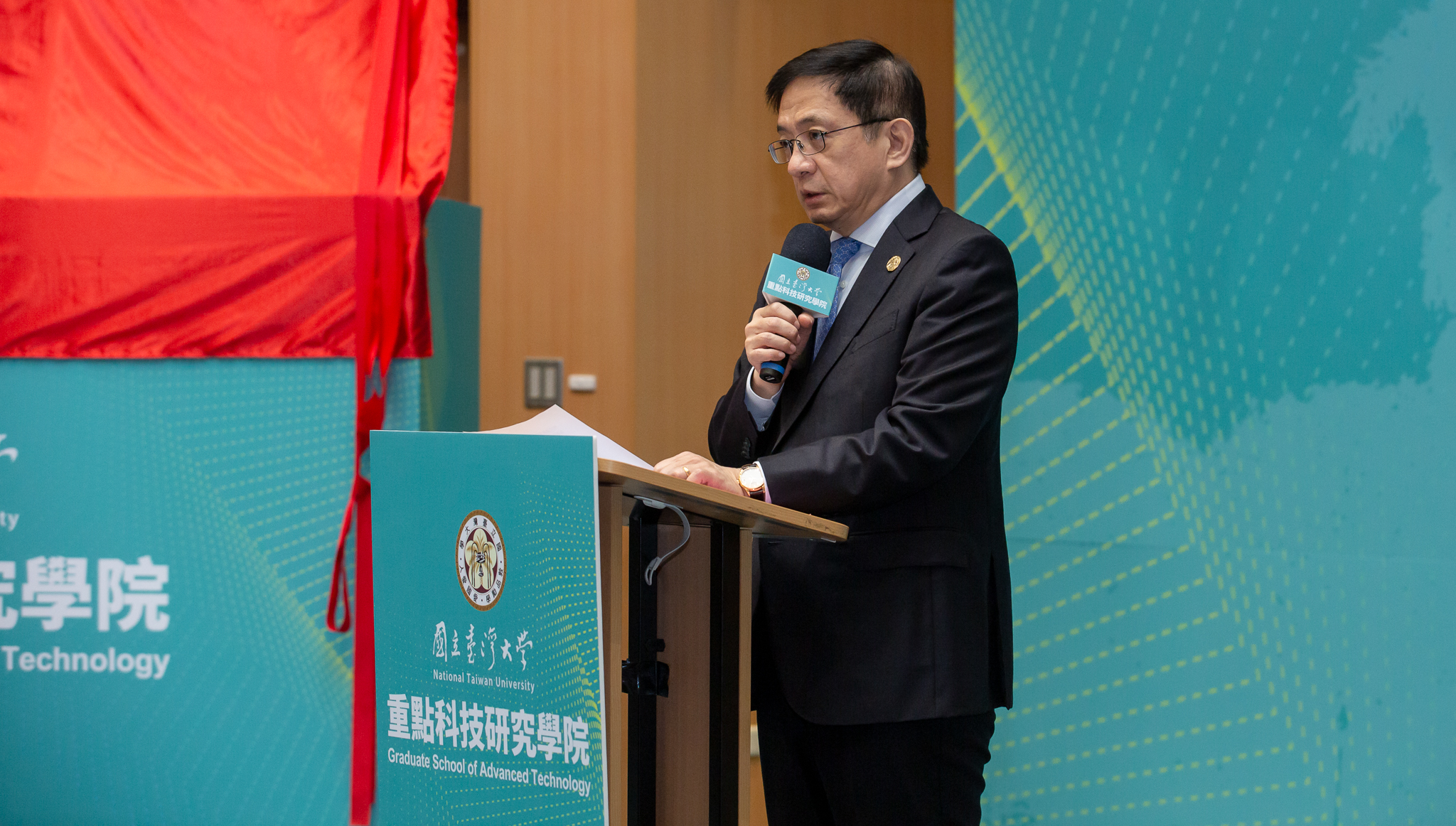
校長管中閔出席台大重點科技研究學院揭牌典禮

### 校長遴選事件
2018年1月5日，國立臺灣大學選出第11任校長，財務金融學系教授管中閔為最高票當選。其中爭端不斷，教育部指出此案大有瑕疵，拒絕發出聘書，但教育部的作為亦遭到學界質疑，是為2018年國立臺灣大學校長遴選事件。2018年12月24日，教育部部長葉俊榮公開發表，「勉予同意」聘任管中閔擔任台大校長，將在2019年1月8日正式上任，結束了一年的爭議。葉俊榮被質疑草率處理此案，隨後引咎辭職，此案先後有潘文忠、吳茂昆與葉俊榮等三位教育部長為此下臺，首開臺灣教育史先例。

## 著作
| 出版日期 | 書名                                         | 作者           | 出版社         | ISBN               |
| 2004年   | 統計學：觀念與方法 （二版）                  | 管中閔         | 台北，華泰書局 | ISBN 9789576095320 |
| 2014年   | 向量自我迴歸模型：計量方法與R程式            | 管中閔、黃裕烈 | 雙葉書廊       | ISBN 9789866018718 |
| 2023年   | 大學的脊梁: 臺大校長遴選事件與管中閔心情記事 | 管中閔、楊渡   | 時報文化出版   | ISBN 9786263534766 |

## 外部連結
- 管中閔的Facebook專頁

| 中華民國政府職務                   | 中華民國政府職務                                                   | 中華民國政府職務 |
| ---------------------------------- | ------------------------------------------------------------------ | ---------------- |
| 行政院                             |                                                                    |                  |
| 前任： 尹啟銘                      | 行政院經濟建設委員會主任委員 第十六任 2013年2月18日－2014年1月22日 | 改制為國發會     |
| 首任                               | 國家發展委員會主任委員 第一任 2014年1月22日－2015年2月4日          | 繼任： 杜紫軍    |
| 教育職務                           |                                                                    |                  |
| 國立臺灣大學                       |                                                                    |                  |
| 前任： 郭大維（代理） 正任：楊泮池 | 國立臺灣大學校長 第十二任 2019年1月8日－2023年1月8日               | 繼任： 陳文章    |
| 教育職務                           |                                                                    |                  |